# Football aux Jeux du Pacifique 2007
Le tournoi de football masculin des Jeux du Pacifique 2007 s'est déroulé au complexe Toleafoa JS Blatter à Apia, aux Samoa, du 25 août au 7 septembre 2007.
Le tournoi constituait la première étape du tournoi de qualification de la Confédération de football d'Océanie (OFC) pour la Coupe du Monde de la FIFA 2010 et le tournoi de qualification pour la Coupe des Nations de l'OFC 2008. Il est remporté par la Nouvelle-Calédonie en finale un à zéro face aux Fidji. 

## Tournoi
La Papouasie-Nouvelle-Guinée, bien que figurant sur la liste des pays candidats pour participer à la Coupe du monde 2010, n’a pas participé au tournoi. Tuvalu a participé à la compétition bien que l’équipe ne soit pas éligible à la Coupe du monde. Le tirage au sort de la phase de groupes, réalisé par Tim Cahill, a eu lieu le 12 juin 2007 à Auckland, en Nouvelle-Zélande.
Le capitaine de la Nouvelle-Calédonie, Pierre Wajoka, a marqué un penalty à la neuvième minute contre Tahiti lors du match d'ouverture des matchs, il devient alors le premier buteur des qualifications pour la Coupe du Monde de  2010.
L’équipe du Tuvalu se fait remarquer lors de ces Jeux du Pacifique en remportant un point face à Tahiti, un cadors du football océanien. Le tournoi permettra à l’équipe d’avancer dans leur objectif d’être reconnu et d’intégrer la FIFA.

## Participants
| Groupe A                                                                                                  | Groupe B                                                                                        |
| --- | ----------------------------------------------------------------------------------------------- |
| - Fidji - 153e au classement FIFA - Tahiti - 173e - Nouvelle-Calédonie - 175e - Îles Cook - 198e - Tuvalu | - Îles Salomon - 161e - Vanuatu - 168e - Samoa - 189e - Tonga - 190e - Samoa américaines - 199e |

Notes :
- Tuvalu n’est pas classé par la FIFA car l’équipe ne fait pas partie de l’organisation
- Bien que le tirage au sort ait eu lieu en juin, les classements de la FIFA sont présentés en date de février 2007

## Phase de poules

### Groupe A
| Rang | Équipe             | Pts | J | G | N | P | Bp | Bc | Diff |  | Résultats (▼ dom., ► ext.) |  |     |     |     |      |
| ---- | ------------------ | --- | - | - | - | - | -- | -- | ---- |  | -------------------------- |  | --- | --- | --- | ---- |
| 1    | Fidji              | 10  | 4 | 3 | 1 | 0 | 25 | 1  | +24  |  | Fidji                      |  | 1-1 | 4-0 | 4-0 | 16-0 |
| 2    | Nouvelle-Calédonie | 10  | 4 | 3 | 1 | 0 | 6  | 1  | +5   |  | Nouvelle-Calédonie         |  |     | 1-0 | 3-0 | 1-0  |
| 3    | Tahiti             | 5   | 4 | 1 | 1 | 2 | 2  | 6  | -4   |  | Tahiti                     |  |     |     | 1-0 | 1-1  |
| 4    | Îles Cook          | 3   | 4 | 1 | 0 | 3 | 4  | 9  | -5   |  | Îles Cook                  |  |     |     |     | 4-1  |
| 5    | Tuvalu             | 1   | 4 | 0 | 1 | 3 | 3  | 22 | -19  |  | Tuvalu                     |  |     |     |     |      |

### Groupe B
| Rang | Équipe            | Pts | J | G | N | P | Bp | Bc | Diff |  | Résultats (▼ dom., ► ext.) |  |     |     |     |      |
| ---- | ----------------- | --- | - | - | - | - | -- | -- | ---- |  | -------------------------- |  | --- | --- | --- | ---- |
| 1    | Îles Salomon      | 12  | 4 | 4 | 0 | 0 | 21 | 1  | +20  |  | Îles Salomon               |  | 2-0 | 3-0 | 4-0 | 12-1 |
| 2    | Vanuatu           | 9   | 4 | 3 | 0 | 1 | 23 | 3  | +20  |  | Vanuatu                    |  |     | 4-0 | 4-1 | 15-0 |
| 3    | Samoa             | 6   | 4 | 2 | 0 | 2 | 9  | 8  | +1   |  | Samoa                      |  |     |     | 2-1 | 7-0  |
| 4    | Tonga             | 3   | 4 | 1 | 0 | 3 | 6  | 10 | -4   |  | Tonga                      |  |     |     |     | 4-0  |
| 5    | Samoa américaines | 0   | 4 | 0 | 0 | 4 | 1  | 38 | -37  |  | Samoa américaines          |  |     |     |     |      |

## Phase à élimination directe
|  | Demi-finales       | Demi-finales |                        |   | Finale | Finale |
|  | Demi-finales       | Demi-finales |                        |   | Finale | Finale |
|  |                    |              |                        |   |        |        |
|  |                    |              |                        |   |        |        |
|  |                    |              |                        |   |        |        |
|  | Îles Salomon       | 2            |                        |   |        |        |
|  | Îles Salomon       | 2            |                        |   |        |        |
|  | Nouvelle-Calédonie | 3            |                        |   |        |        |
|  | Nouvelle-Calédonie | 3            | Nouvelle-Calédonie     | 1 |        |        |
|  |                    |              | Nouvelle-Calédonie     | 1 |        |        |
|  |                    | Fidji        | 0                      |   |        |        |
|  | Fidji              | Fidji        | 0                      | 3 |        |        |
|  | Fidji              |              |                        | 3 |        |        |
|  | Vanuatu            | 0            |                        |   |        |        |
|  | Vanuatu            | 0            | Match pour la 3e place |   |        |        |
|  |                    |              |                        |   |        |        |
|  |                    |              |                        |   |        |        |
|  |                    |              |                        |   |        |        |
|  | Îles Salomon       | 0            |                        |   |        |        |
|  | Îles Salomon       | 0            |                        |   |        |        |
|  | Vanuatu            | 2            |                        |   |        |        |
|  | Vanuatu            | 2            |                        |   |        |        |

## Buteurs
| Rang | Nom              | Sélection          | Buts |
| ---- | ---------------- | ------------------ | ---- |
| 1    | Osea Vakatalesau | Fidji              | 10   |
| 2    | Seule Soromon    | Vanuatu            | 9    |
| 3    | Commins Menapi   | Îles Salomon       | 7    |
| 4    | Jamel Kabeu      | Nouvelle-Calédonie | 5    |
| 5    | Henry Fa'arodo   | Îles Salomon       | 4    |
| -    | Benjamin Totori  | Îles Salomon       | 4    |
| -    | Roy Krishna      | Fidji              | 4    |
| -    | Etienne Mermer   | Vanuatu            | 4    |
| -    | François Sakama  | Vanuatu            | 4    |